# Oravais
Oravais este o fostă comună din Finlanda.